# Peperomia lancifolioidea
Peperomia lancifolioidea är en pepparväxtart som beskrevs av Burger. Peperomia lancifolioidea ingår i släktet peperomior, och familjen pepparväxter. Inga underarter finns listade i Catalogue of Life.